# Frederik de Moucheron

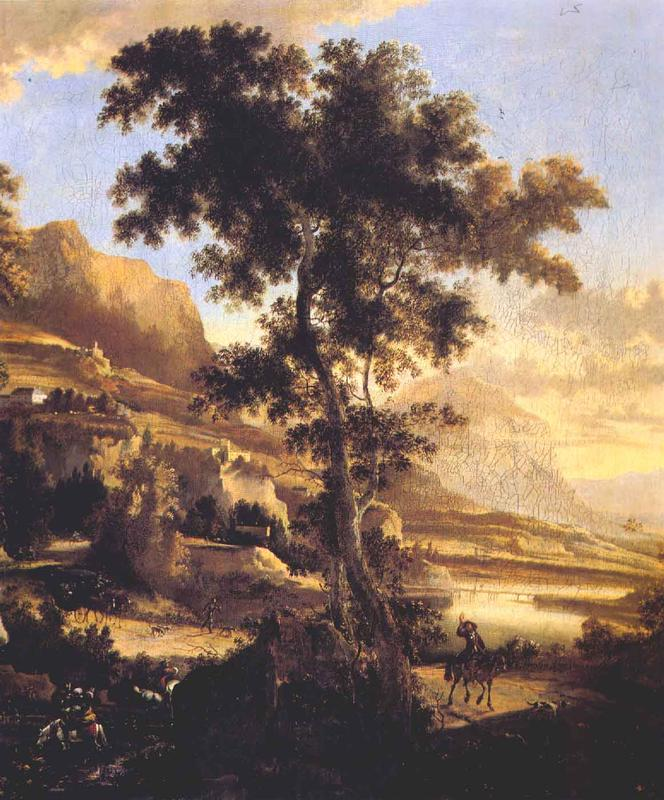
Landschaft mit einem Reiter

Frederik de Moucheron (* 1634 in Emden; † 1686 in Amsterdam) war ein niederländischer Maler.
Er war der Sohn des Malers Balthazar de Moucheron und dessen Frau Cornelia van Brouckhoven. Sein Vater gehört zur niederländischen Kaufmannsfamilie Moucheron.

## Leben
Frederik de Moucheron bildete sich bei Jan Asselijn zum Landschaftsmaler aus und ging im Alter von 22 Jahren nach Paris. Dort arbeitete er mit Dirck Helmbreker. 1656 traf er Adriaen van Eemont in Lyon, als dieser auf dem Weg nach Rom war.
Er ließ sich nach seiner Rückkehr zuerst in Antwerpen und 1659 in Amsterdam nieder. 
Er hat französische, italienische und niederländische Landschaften gemalt, die geschickt arrangiert sind, aber an schwerer, kalter Farbe leiden. Adriaen van de Velde, Johannes Lingelbach, Nicolaes Pieterszoon Berchem u. a. haben dieselben mit Figuren versehen.
Er starb als reicher Mann.

## Familie
Sein Sohn war Isaak van Moucheron (1670–1740) ein berühmter Kupferstecher und Maler.

## Werke
- Bilder bei artcyclopedia